# Test Cricket

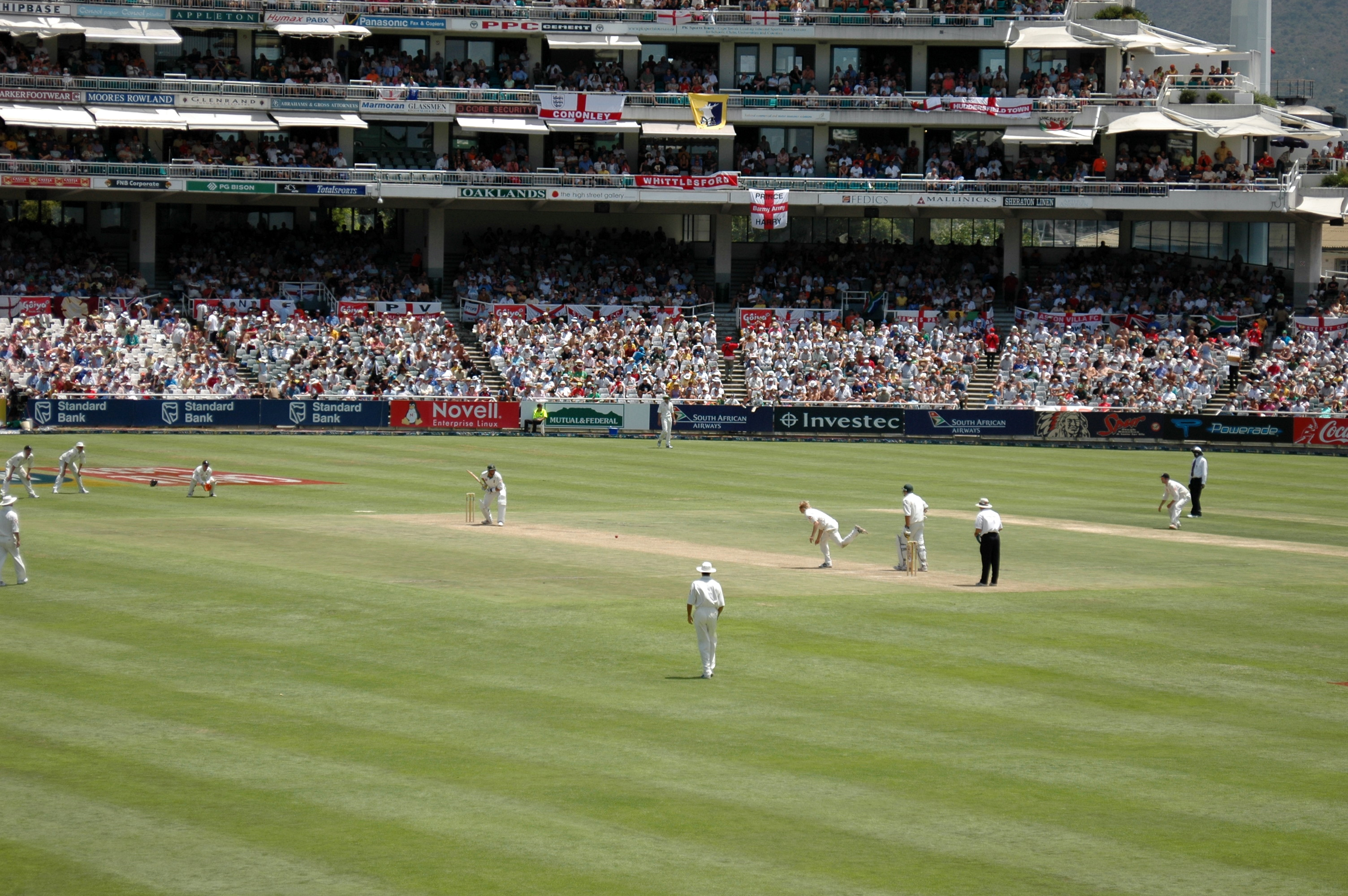
Test Match zwischen Südafrika und England im Januar 2005

Test Cricket ist die wichtigste und angesehenste Austragungsform im Cricketsport. Es sind Länderspiele zwischen Nationalmannschaften, die vom International Cricket Council für derartige Spiele ausdrücklich zugelassen worden sind. Im Frauen-Cricket werden diese Spiele als Women’s Test Cricket (WTest) bezeichnet. Es ist neben One-Day International und Twenty20 International eine der drei Spielformen, die zwischen Nationalmannschaften ausgetragen werden.

## Spielberechtigte Mannschaften

Mitglieder des International Cricket Council (ICC):
Full Members mit Teststatus (12)
Associate Members mit One-Day-International-Status (8)
Associate Members (86)
Ehemalige oder suspendierte Mitglieder (8)
Nichtmitglieder (23)

Über die Spielberechtigung (Test Status) von Mannschaften entscheidet der International Cricket Council. Voraussetzung ist, dass Cricket in dem jeweiligen Land fest als Sportart etabliert ist und professionell auf hohem Niveau gespielt wird.
Test-Status haben derzeit (Datum des ersten offiziellen Tests in Klammern):
- Australien (15. März 1877)
- England (15. März 1877)
- Südafrika (12. März 1889 bis 10. März 1970, wieder seit 18. April 1992)
- West Indies (23. Juni 1928)
- Neuseeland (10. Januar 1930)
- Indien (25. Juni 1932)
- Pakistan (16. Oktober 1952)
- Sri Lanka (17. Februar 1982)
- Simbabwe (18. Oktober 1992 bis 10. Juni 2004, 6. Januar 2005 bis 18. Januar 2006 und wieder seit 3. August 2011)
- Bangladesch (10. November 2000)
- Irland (11. Mai 2018)
- Afghanistan (14. Juni 2018)

Indien schloss vor 1947 auch die heutigen Staaten Pakistan und Bangladesch ein; Pakistan wiederum vor 1971 ebenfalls Bangladesch. Aufgrund der Apartheid wurde Südafrika von 1971 bis 1991 von den anderen Nationalmannschaften vollständig boykottiert. England vertrat bis Anfang der 1990er Jahre auch Irland und Schottland; seitdem ist England mit Wales gemeinsam vertreten. Simbabwe spielte von 2004 bis 2005 keine Tests wegen der erheblichen innenpolitischen Probleme, die auch den nationalen Cricketverband erfassten. Seit 2006 wurden wiederum keine Tests gespielt. Der erste Test wurde dann wieder im August 2011 ausgetragen.
Am 22. Juni 2017 wurde bekanntgegeben, dass Afghanistan und Irland zum Full Member des ICC benannt wurden und somit zukünftig Test-Status erhielten.

## Test Matches
Test Cricket wird in Spielen (Test Matches) ausgetragen, die heute stets auf fünf Tage Dauer, früher oft mit einem Ruhetag dazwischen, angelegt sind. In der Vergangenheit gab es auch Spiele ohne jede Zeitbegrenzung. So dauerte der sog. „timeless Test“ im Jahr 1939 zwischen Südafrika und England insgesamt neun Tage und musste dann als draw (Remis) abgebrochen werden.
Test Matches sind immer auch First-Class Matches. Es werden daher zwei Innings je Mannschaft ohne Overbegrenzung gespielt. Jeder Spieltag ist in drei zweistündige Spielabschnitte (engl. sessions) geteilt, die von einer Mittagspause (lunch) von 40 Minuten und einer Teepause (tea) von 20 Minuten Dauer unterbrochen sind.
Obgleich sie in keiner Weise den modernen Fernsehgewohnheiten entsprechen, werden die Tests sowohl im Fernsehen als auch im Radio live übertragen. Die Radio-Übertragungen der BBC, die unter der Bezeichnung Test Match Special gesendet werden, haben unter Cricketfans auch wegen ihres besonderen Formats Kultstatus.

## Wettbewerbe
Tests sind wiederum meist in eine Serie von zwei bis sechs Spielen eingebettet, so dass die entsprechenden Duelle sich über einen längeren Zeitraum hinziehen können. Dabei besucht meist eine Mannschaft für mehrere Wochen oder Monate im Rahmen von Touren ein anderes Land. Neben Tests werden dabei mehrere Ein-Tages Länderspiele (One-Day Internationals) und andere First-Class Matches gespielt, seit 2005 auch Twenty20-Internationals.
Als wichtigste Test Match Series gelten die so genannten Ashes, in der seit 1882 England und Australien um einen urnenförmigen Pokal spielen. Heutzutage findet diese Serie zweimal innerhalb von vier Jahren statt.
In der Vergangenheit wurden die Serien in Abstimmung zwischen den beteiligten Nationalverbänden organisiert und die Umpires vom Heimverband gestellt. Um auch den schwächeren Mannschaften Tests gegen die großen und finanziell attraktiven Verbände zu ermöglichen, erfolgt die Organisation heute durch den International Cricket Council. Dieser führt eine Art Weltrangliste (Test Championship), bei der fortlaufend alle Länderspiele berechnet und die Reihenfolge der Nationen angegeben wird. Für diese Liste hat jeder Verband in einem Zeitraum von sechs Jahren gegen alle übrigen Verbände zu spielen.
Turniere zwischen drei Mannschaften haben bisher nur äußerst selten stattgefunden (Triangular Tournament 1912, Asian Test Championship 1998/99 und 2001/02).
Seit 2008 gab es Planungen des ICC, die vier besten Testnationen in einer Test-Weltmeisterschaft gegeneinander antreten zu lassen. Diese sollte die im Jahr 2013 geplante Austragung der ICC Champions Trophy in England ersetzen. Nachdem allerdings keine Einigung mit den Medienpartnern des ICC erfolgt war, wurde die Erstaustragung auf 2017 verschoben. Nachdem man sich auch für 2017 nicht auf ein Format einigen konnte, wurde auch diese durch eine Austragung der Champions Trophy ersetzt. Am 13. Oktober 2017 wurde beschlossen eine Test-Liga einzuführen. In dieser als ICC World Test Championship 2019–2021 spielen die besten neun Test-Mannschaften (also ohne Afghanistan, Irland und Simbabwe) in einem festen Format ab 2019 innerhalb von zwei Jahren gegeneinander. Das Finale des Turniers wurde im Juni 2021 in Southampton ausgetragen und durch Neuseeland gegen Indien mit 8 Wickets gewonnen.

## Frauen-Cricket (WTest)
Auch im Frauen-Cricket werden Tests, sogenannte WTests, gespielt. Die erste Austragung fand bei Tour Englands in Australien und Neuseeland 1934/35 statt. Seitdem haben 10 Mannschaften WTests bestritten (erster offizieller Test in Klammern):
- Australien (1934)
- England (1934)
- Neuseeland (1935)
- Südafrika (1960)
- Indien (1976)
- West Indies (1976)
- Pakistan (1998)
- Sri Lanka (1998)
- Irland (2000)
- Niederlande (2007)

Allerdings finden diese Austragungen weniger regelmäßig statt als die regulären Tests, und wenn, gibt es häufig nur einen Test bei einer Tour.

## Belege
1. ↑  Firdose Moonda: Taylor hails historic win. Cricinfo, 8. August 2011, abgerufen am 1. November 2011 (englisch).
2. ↑  Afghanistan, Ireland get Test status. Cricinfo, 22. Juni 2017, abgerufen am 23. Juni 2017 (englisch).
3. ↑  Stalemate in the Timeless Test. Cricinfo, 21. August 2011, abgerufen am 1. November 2011 (englisch).
4. ↑  Lorgat hints at Test championship in 2013. Cricinfo, 16. Juli 2010, abgerufen am 21. August 2011 (englisch).
5. ↑  ICC could use 'timeless' Test for World Championship final. Cricinfo, 18. Juli 2011, abgerufen am 21. August 2011 (englisch).
6. ↑  Test Championship not until 2017 - Lorgat. Cricinfo, 14. November 2011, abgerufen am 6. Januar 2012 (englisch).
7. ↑  No Test Championship, Champions Trophy to continue: ICC. Zee News, 8. Februar 2014, abgerufen am 13. Oktober 2017 (englisch).
8. ↑  Sidharth Monga: Under the radar no more, New Zealand trump India to become Test world champions. Cricinfo, 23. Juni 2021, abgerufen am 25. Juni 2021 (englisch).
9. ↑  Jenny Thompson: No smoking, drinking, gambling ... or men. Cricinfo, 19. Januar 2008, abgerufen am 1. Februar 2021 (englisch).
10. ↑  Why women's Test cricket must become more regular and widespread. Cricinfo, 18. Juli 2019, abgerufen am 1. Februar 2021 (englisch).